# كالفين جونز (لاعب كرة قاعدة)
كالفين جونز (بالإنجليزية: Calvin Jones)‏ هو لاعب كرة قاعدة أمريكي، ولد في 26 سبتمبر 1963 في كومبتون في الولايات المتحدة.

## وصلات خارجية
- كالفين جونز على موقع دوري كرة القاعدة الرئيسي (الإنجليزية)
- كالفين جونز على موقعبيزبول رفرنس.كوم (الدوري الرئيسي) (الإنجليزية)
- كالفين جونز على موقعبيزبول رفرنس.كوم (الدوري الثانوي) (الإنجليزية)